# Benimassot
Benimassot és una població de la comarca del Comtat, al País Valencià.

## Història

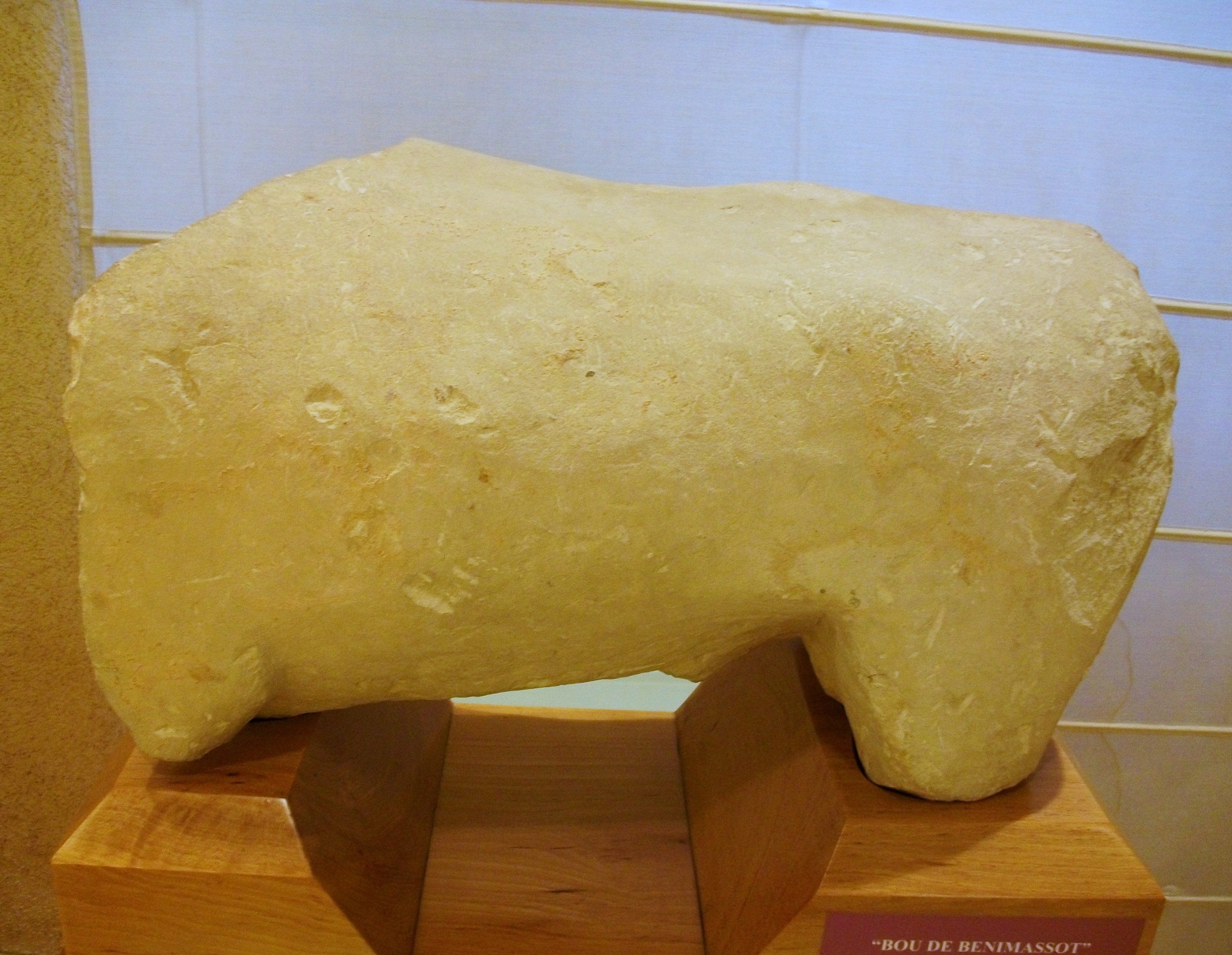
Bou de Benimassot, escultura ibèrica. Museu Arqueològic Municipal d'Alcoi

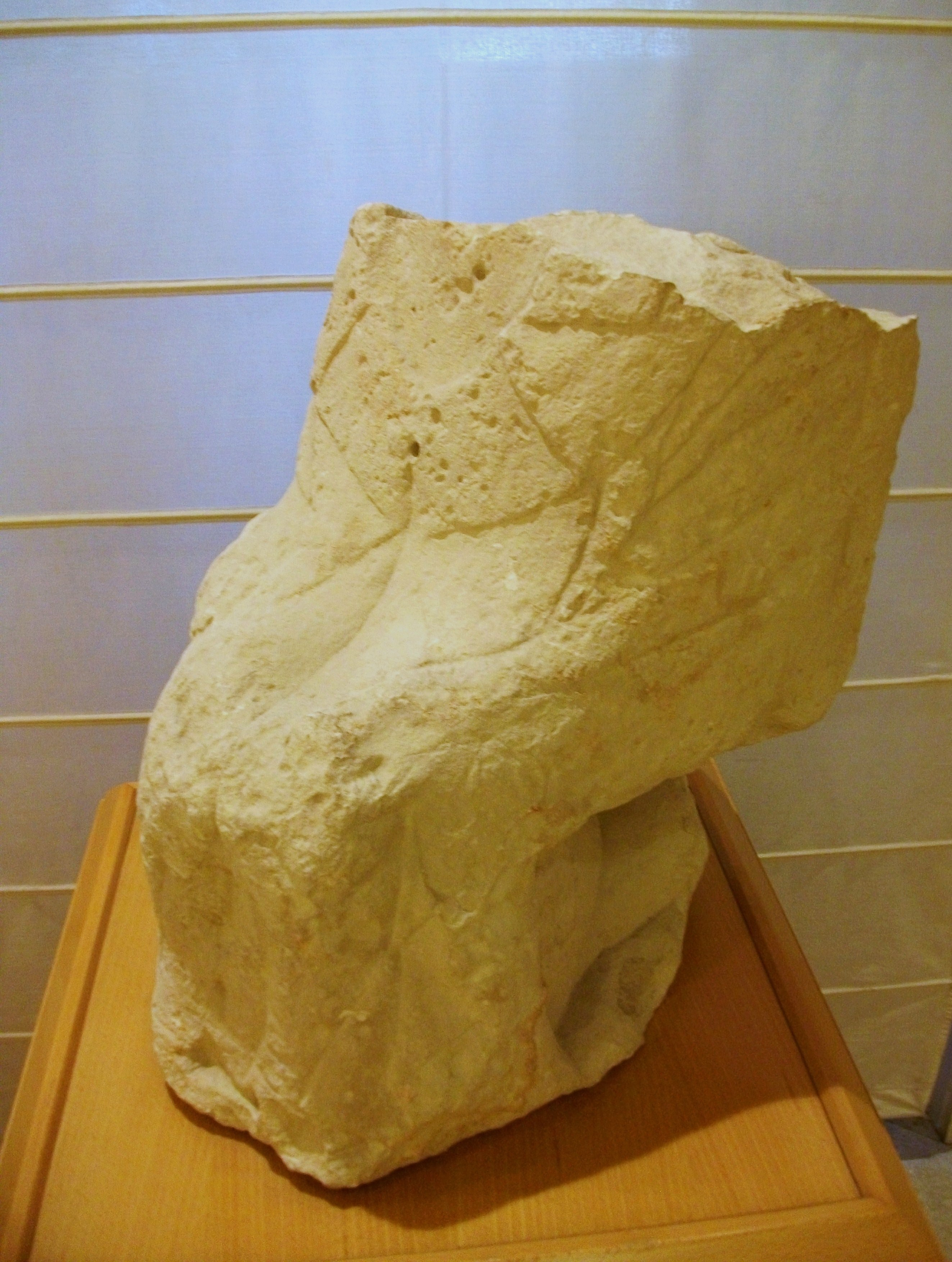
Dama de Benimassot. Museu Arqueològic Municipal d'Alcoi

Les restes d'activitat humana més antigues són les pintures rupestres de "les Covetes Roges".
En 1986 es van trobar dues escultures iberes en el material de construcció d'un habitatge. Les figures són el Bou i la Dama de Benimassot, i formarien part del conjunt de restes trobades a la Vall de Seta, probablement d'origen funerari, i que suggerixen l'existència d'un assentament pròsper.
El 1602 Benimassot estava constituïda per 18 famílies de moriscos. Va sofrir contínues cessions de propietat: va pertànyer a l'almirall Roger de Llúria, i més tard al comte de Terranova; posteriorment va passar a la Corona, regida aleshores per Pere III el Cerimoniós, qui la va donar al seu fill Martí l'Humà i, per heretat, va passar a ser propietari el seu net bord, Frederic de Luna; posteriorment va ser recuperada per a la Corona per Alfons el Magnànim. També va pertànyer als Cardona, marquesos de Guadalest, i va ser senyoria d'Ariza.
Quant a Patrimoni, cal destacar l'església de la Puríssima Concepció, del segle xvii.

## Demografia i economia
La població, de 780 habitants (benimassoters) el 1900, ha anat minvant a poc a poc fins a abastar, el 2002, els 142. L'economia és exclusivament agrícola i darrerament està tractant d'obrir-se camí al context del turisme rural.

## Geografia

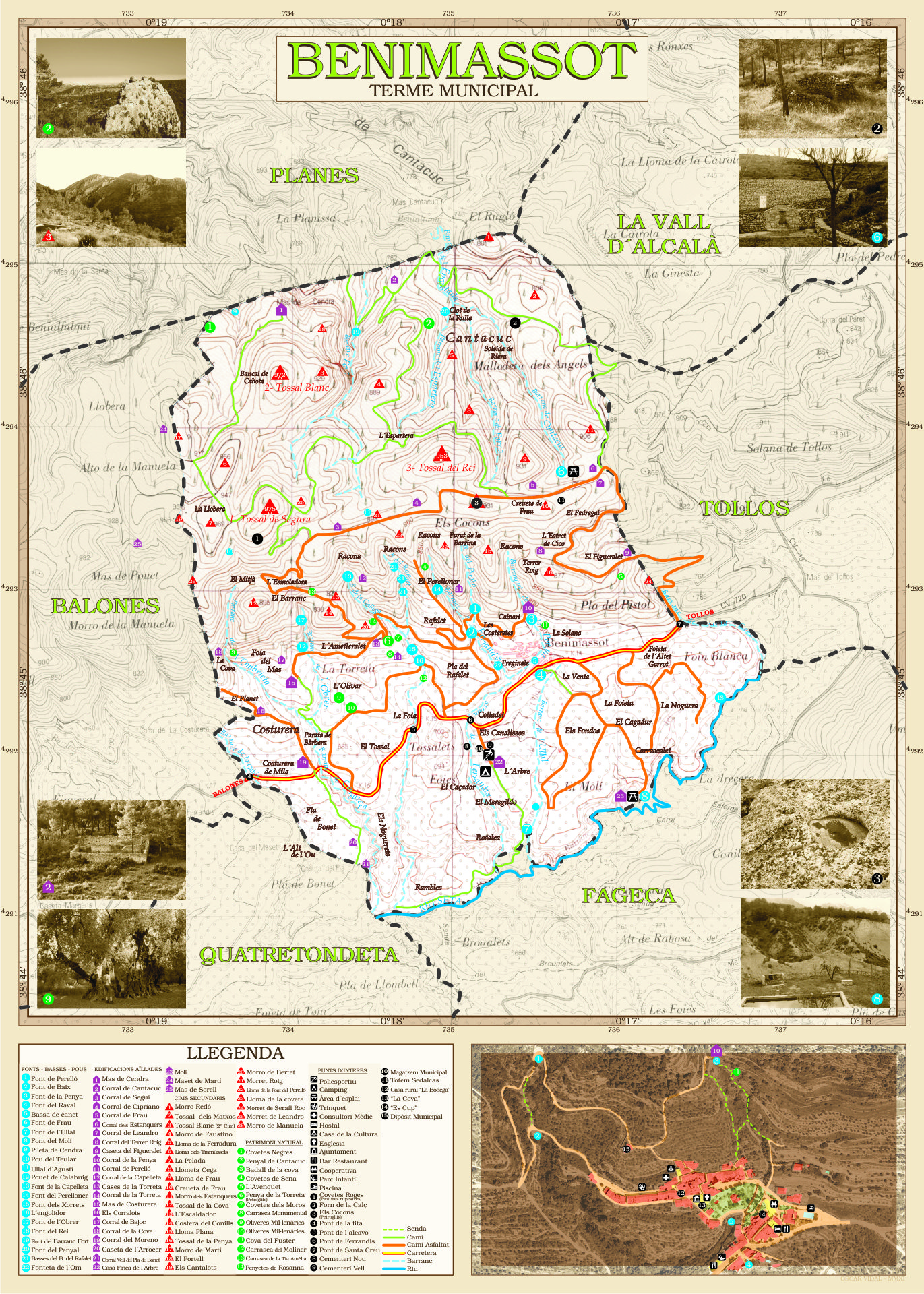
Mapa de Benimassot

Situat a la vall de Seta, és conegut com "la balconada de la Serrella", per la seua privilegiada situació paisatgística. En el terme, de 9,5 km², és habitual la pràctica de senderisme, amb excursions a les formacions rocoses com el Tossal Blanc, el penyal de Cantacuc, les covetes Roges (art rupestre). El centre urbà, al qual s'accedix a través d'un túnel, manté una estructura de carrers escarpats i costeruts amb les balconades plenes de tests florits. També destaca la pujada al Calvari i la Font de la Penya.
Està situat a la falda meridional de la Serra d'Almudaina. La millor forma d'accés és seguint la carretera des de Cocentaina i Gorga fins a Castell de Castells.
El seu terme municipal limita amb els de Balones, Quatretondeta, Tollos, Fageca i Planes, a la comarca del Comtat, i la Vall d'Alcalà, a la Marina Alta.

## Festes i gastronomia
De la seua gastronomia citarem: el putxero amb pilotes de dacsa, l'arròs al forn i les coquetes fregides.
La nit de Sant Joan es fan fogueres de camamirla i la gent del poble les bota per demunt com a ritual.
La Nit de Nadal els xiquets recorren el poble amb torxes d'espígol coneguda com a "Xameles".

## Política i govern

### Alcaldia
Des de 2019 l'alcalde de Benimassot és Ismael Molinés García del Partit Popular (PP).
| Període                       | Alcalde o alcaldessa                            | Partit polític | Data de possessió     | Observacions         |
| ----------------------------- | ----------------------------------------------- | -------------- | --------------------- | -------------------- |
| 1979–1983                     | Santiago Calabuig Tarraso                       | UCD            | 19/04/1979            | --                   |
| 1983–1987                     | Francisco Gilabert Gilabert                     | AP-PDP-UL-UV   | 28/05/1983            | --                   |
| 1987–1991                     | Francisco Gilabert Gilabert                     | AP             | 30/06/1987            | --                   |
| 1991–1995                     | Francisco Gilabert Gilabert                     | PP             | 17/06/1991            | --                   |
| 1995–1999                     | Francisco Gilabert Gilabert                     | PP             | 17/06/1995            | --                   |
| 1999–2003                     | Francisco Gilabert Gilabert Enrique Cantó Soler | PP             | 03/07/1999 13/10/1999 | Dimissió/renúncia -- |
| 2003–2007                     | Rafael Cano Doménech                            | PSPV-PSOE      | 14/06/2003            | --                   |
| 2007–2011                     | Rafael Cano Doménech                            | PSPV-PSOE      | 16/06/2007            | --                   |
| 2011–2015                     | Rafael Cano Doménech                            | PSPV-PSOE      | 11/06/2011            | --                   |
| 2015–2019                     | Remedios Oltra Ferrándiz                        | PSPV-PSOE      | 13/06/2015            | --                   |
| 2019-2023                     | Ismael Molinés García                           | PP             | 15/06/2019            | --                   |
| Des de 2023                   | n/d                                             | n/d            | 17/06/2023            | --                   |
| Fonts: Generalitat Valenciana |                                                 |                |                       |                      |

### Eleccions municipals de 2015
| Candidatura | Candidatura                               | Cap de llista            | Vots | Regidors | % vots |
| ----------- | ----------------------------------------- | ------------------------ | ---- | -------- | ------ |
|             | Partit Socialista del País Valencià       | Remedios Oltra Ferrándiz | 57   | 5        | 86,36% |
|             | Partit Popular de la Comunitat Valenciana | Irenen Llopis Torregrosa | 6    | -        | 9,09%  |
| Total       | Total                                     | 68                       | 68   | 5        | 73,91% |